# Batería de Aptitudes Diferenciales y Generales
La Batería de Aptitudes Diferenciales y Generales (BADyG) es un test psicológico que trata de evaluar aptitudes mentales básicas en el ámbito escolar. Consiste en una serie de baterías de pruebas que se dividen en 6 niveles que cubren desde los 4 hasta los 18 años. Sus niveles Medio y Superior también pueden ser empleados como prueba de selección en el ámbito laboral. Pensada para la aplicación colectiva, también se puede aplicar de manera individual.
Se trata de un test ampliamente utilizado en el ámbito escolar, debido a su facilidad de aplicación y corrección.

## Aptitudes medidas y pruebas
Mide aptitudes mentales relacionadas con la comprensión, el razonamiento, la percepción, la memoria y la atención. Consta de nueve pruebas:
1. Comprensión Verbal (CV)
2. Razonamiento Verbal (RV)
3. Comprensión Numérica (CN)
4. Razonamiento Numérico (RN)
5. Giros y encajes Espaciales (GE)
6. Razonamiento Espacial (RE)
7. Memoria Auditiva (MA)
8. Memoria Visual Ortográfica (MVO)
9. Atención (A)

## Puntuaciones y factores
Cada una de estas pruebas lanza una puntuación, que combinada con otras dan lugar a estimaciones sobre diversos factores de segundo y tercer orden:
Factores de segundo orden:
- "Factor Verbal" (VV): pruebas 1 y 2 ("Comprensión Verbal" y "Razonamiento Verbal")
- "Factor Numérico" (NN): pruebas 3 y 4 ("Comprensión Numérica" y "Razonamiento Numérico")
- "Factor Visoespacial" (EE): pruebas 5 y 6 ("Giros y encajes Espaciales" y "Razonamiento Espacial").
- "Factor de Razonamiento Lógico" (RR): pruebas 2, 4 y 6.

Factor de tercer orden:
- Factor "Inteligencia General" (IG): integrado por la puntuación de las pruebas básicas (1-6).

A partir de la puntuación directa en IG, combinada con la edad cronológica del alumno, se obtiene una puntuación de Cociente Intelectual (CI).
También podemos obtener puntuaciones en rapidez, eficacia y número de omisiones.

## Administración y Corrección
Es una prueba de administración tanto individual como colectiva. 
Puede administrarse manualmente mediante cuadernillos y hojas de respuesta siguiendo las instrucciones del Manual técnico, o a través de ordenador utilizando la aplicación web Gestor BADyG (https://gestorbadyg.com). 
La corrección y generación de informes se realiza automáticamente a través de Gestor BADyG. Si la administración se realiza manualmente a través de los cuadernillos y hojas de respuesta podremos introducir las respuestas en el Gestor BADyG para obtener los informes automáticamente. Si la administración se realiza a través de ordenador utilizando el Gestor BADyG la generación de informes se obtiene automáticamente nada más finalizar sin tener que introducir ninguna respuesta. 

## Niveles
Existen hasta seis baterías que se corresponden con seis niveles, los cuales abarcan desde los 4 a los 18 años:
1. Nivel 1: BADyG Infantil o BADyG/I (de 4 a 5 años).
2. Nivel 2: BADyG/E1 (de 6 a 7 años).
3. Nivel 3: BADyG/E2 (de 8 a 9 años).
4. Nivel 4: BADyG/E3 (de 10 a 12 años).
5. Nivel 5: BADyG Medio o BADyG/M (a partir de 13 años).
6. Nivel 6: BADyG Superior o BADyG/S (a partir de 16 años).

## Fiabilidad y Validez
La batería de aptitudes BADyG cuenta con excelentes índices de fiabilidad en todos sus niveles y han sido obtenidas en términos de consistencia interna alfa de Cronbach, coeficiente de Spearman-Brown y de dos mitades de Guttman. Las fiabilidades obtenidas en el BADyG-I son ligeramente inferiores al del resto de niveles como cabría esperar. Esto es debido a la menor longitud de las pruebas (menor número de ítems por prueba), al menor tamaño muestral y a que la capacidad de concentración de los niños pequeños es siempre inferior. El resto de niveles cuentan todos con fiabilidades por encima de 0,92 alcanzando en la mayoría de los casos fiabilidades superiores incluso a 0,95.
| nivel    | baremo                             | Fiabilidad para IG - Inteligencia General | Fiabilidad para IG - Inteligencia General | Fiabilidad para IG - Inteligencia General |
| nivel    | baremo                             | Alfa de Cronbach                          | Spearman-Brown                            | Guttman                                   |
| -------- | ---------------------------------- | ----------------------------------------- | ----------------------------------------- | ----------------------------------------- |
| BADyG-I  | 4 años, 0 meses - 4 años, 5 meses  | 0,91                                      | 0,85                                      | 0,85                                      |
| BADyG-I  | 4 años, 6 meses - 4 años, 11 meses | 0,90                                      | 0,85                                      | 0,85                                      |
| BADyG-I  | 5 años, 0 meses - 5 años, 11 meses | 0,89                                      | 0,83                                      | 0,83                                      |
| BADyG-I  | 5 años, 6 meses - 5 años, 11 meses | 0,88                                      | 0,83                                      | 0,82                                      |
| BADyG-I  | 6 años, 0 meses - 6 años, 5 meses  | 0,89                                      | 0,82                                      | 0,81                                      |
| BADyG-I  | 6 años, 6 meses - 6 años, 11 meses | 0,92                                      | 0,85                                      | 0,83                                      |
| BADyG-E1 | 1º Educación Primaria              | 0,92                                      | 0,96                                      | 0,95                                      |
| BADyG-E1 | 2º Educación Primaria              | 0,94                                      | 0,96                                      | 0,95                                      |
| BADyG-E2 | 3º Educación Primaria              | 0,94                                      | 0,94                                      | 0,94                                      |
| BADyG-E2 | 4º Educación Primaria              | 0,94                                      | 0,95                                      | 0,95                                      |
| BADyG-E3 | 5º Educación Primaria              | 0,95                                      | 0,96                                      | 0,96                                      |
| BADyG-E3 | 6º Educación Primaria              | 0,96                                      | 0,97                                      | 0,97                                      |
| BADyG-E3 | 1º ESO                             | 0,96                                      | 0,97                                      | 0,97                                      |
| BADyG-M  | 1º ESO                             | 0,95                                      | 0,96                                      | 0,96                                      |
| BADyG-M  | 2º ESO                             | 0,95                                      | 0,96                                      | 0,96                                      |
| BADyG-M  | 3º ESO                             | 0,95                                      | 0,96                                      | 0,96                                      |
| BADyG-M  | 4º ESO                             | 0,96                                      | 0,97                                      | 0,97                                      |
| BADyG-S  | 1º Bachillerato                    | 0,93                                      | 0,93                                      | 0,93                                      |
| BADyG-S  | 2º Bachillerato                    | 0,94                                      | 0,94                                      | 0,95                                      |